# Gebiacantha monoceros
Gebiacantha monoceros is een tienpotigensoort uit de familie van de Upogebiidae. De wetenschappelijke naam van de soort is voor het eerst geldig gepubliceerd in 1905 door De Man.